# Parteniusz IV (patriarcha Konstantynopola)
Parteniusz IV, gr. Παρθένιος Δ΄ – ekumeniczny patriarcha Konstantynopola w latach 1657–1659, 1665–1667, 1671, 1675–1676 i 1684–1685.

## Życiorys
Urodził się w pierwszej połowie XVII w., prawdopodobnie w Adrianopolu. Pierwszy raz patriarchą był od 1 maja 1657 do czerwca 1662. Drugi raz urząd ten sprawował od 21 października 1665. We wrześniu 1667 r. został obalony po raz drugi i zesłany na Tenedos. W marcu 1671 został patriarchą Konstantynopola po raz trzeci, po zapłaceniu 20 000 florenów. Był patriarchą przez około pół roku, do października 1671, kiedy to został zesłany na Cypr. Po raz czwarty patriarchą został 1 stycznia 1675 r. Funkcję tę sprawował do 24 października 1676 r. Piąty raz sprawował tę funkcję w latach 1684–1685. Data jego śmierci nie jest znana.